# Bebrava
Bebrava  je rijeka u zapadnoj  Slovačkoj,  pritok Nitre, dug 47,2 km. Površina sliva iznosi 634 km2. Izvire na Maloj Fatri u središnjoj Slovačkoj. Teče kroz slovačke okruge Bánovce nad Bebravou i Topoľčany. Ulijeva se u Nitru kod sela Práznovce na nadmorskoj visini od 169 metara.